# Élection présidentielle américaine de 2020 au Mississippi
L'élection présidentielle américaine de 2020 a eu lieu au Mississippi le 3 novembre 2020 comme dans les 49 autres États et le district de Columbia. Les électeurs mississipiens choisissent 6 grands-électeurs pour les représenter dans le collège électoral à travers un vote populaire. L'État donne tous ses grands électeurs en faveur de Donald Trump. Le président élu est cependant Joe Biden.